# قرار مجلس الأمن التابع للأمم المتحدة رقم 1933
قرار مجلس الأمن التابع للأمم المتحدة رقم 1933، الذي تم تبنيه بالإجماع في 30 يونيو 2010، بعد إعادة التأكيد على القرارات 1893 (2009) و1911 (2010) و1924 (2010) بشأن الحالة في ساحل العاج والقرار 1885 (2009) بشأن الوضع في ليبيريا، مدد المجلس ولاية عملية الأمم المتحدة في ساحل العاج والقوات الفرنسية حتى 31 ديسمبر 2010 ووسع ولاية عملية الأمم المتحدة بأحكام لتعزيز قدرتها على توطيد الاستقرار في البلاد.

## القرار

### أعمال
وأعرب المجلس، عملاً بالفصل السابع من ميثاق الأمم المتحدة، عن قلقه إزاء استمرار تأخير الانتخابات في كوت ديفوار، وحث أصحاب المصلحة الإيفواريين على نشر قائمة الناخبين النهائية دون إبطاء، وهو أمر بالغ الأهمية لإجراء انتخابات حرة ونزيهة وشفافة. وأكد من جديد أن الممثل الخاص للأمين العام كان له دور في التصديق على العملية الانتخابية وفي مشاركة المجتمع الإيفواري في العملية مع الاحترام الكامل لحقوق الإنسان. يتعين على الأحزاب السياسية الامتثال لمدونة حسن السلوك، ومن المهم أن يتمكن السكان من الوصول إلى معلومات متنوعة من خلال وسائل الإعلام.
وحث المجتمع الدولي على تقديم المساعدة للعملية الانتخابية في كوت ديفوار من خلال توفير مراقبي الانتخابات والمساعدة التقنية. ودُعي الشعب الإيفواري إلى الامتناع عن الدعوات إلى الكراهية أو العنف أو التعصب، وأشار إلى أن الأمين العام بان كي مون دعا في تقريره إلى فرض عقوبات على من حرضوا علنًا على العنف والتوترات السياسية. وحث الأطراف الإيفوارية على إحراز تقدم فيما يتعلق بعمليات نزع السلاح وتحديد الهوية وإعادة التوحيد ومسألة المشردين. وأدان المجلس جميع انتهاكات حقوق الإنسان المبلغ عنها، ولا سيما العنف الجنسي.
صدرت لعملية الأمم المتحدة في كوت ديفوار ولاية موسعة وشاملة لدعم الأطراف في اتفاق واغادوغو السياسي بشكل فعال. وتضمنت الولاية الجديدة أحكاما تتعلق بمراقبة الجماعات المسلحة؛ حماية المدنيين؛ مراقبة حظر الأسلحة؛ معلومات عامة؛ حقوق الإنسان؛ المساعدات الإنسانية؛ دعم الانتخابات؛ عمليات تحديد الهوية؛ نزع سلاح المليشيات السابقة وتسريحها وإعادة دمجها وتخزين الأسلحة؛ إعادة نشر إدارة الدولة الإيفوارية في جميع أنحاء البلاد؛ إصلاح قطاع الأمن؛ الوساطة وحماية موظفي الأمم المتحدة. كما أذن لها بالقيام بجميع الوسائل اللازمة لإنفاذ ولايتها.
وحث المجلس جميع الأطراف الإيفوارية على ضمان سلامة وأمن وحرية الحركة لعملية الأمم المتحدة ودعم القوات الفرنسية. وقرر القرار أن تتكون عملية الأمم المتحدة في كوت ديفوار من إجمالي 8650 فرد، من بينهم 7392 عسكريا و1250 فردا من الشرطة. وأعرب مجلس الأمن عن اعتزامه زيادة عدد أفراد عملية الأمم المتحدة مؤقتا بما يصل إلى 500 قبل الانتخابات وبعدها. كما تم تمديد تفويض القوات الفرنسية الداعمة حتى 31 كانون الأول (ديسمبر) 2010، حيث كان من المقرر أن يجري المجلس مراجعة لعملية الأمم المتحدة في كوت ديفوار.
وأخيراً، طُلب من الأمين العام أن يقدم تقريراً عن جميع جوانب الحالة في كوت ديفوار، ولا سيما فيما يتعلق بحماية وتعزيز حقوق الإنسان والقانون الإنساني الدولي. وطُلب منه مراقبة امتثال عملية الأمم المتحدة في كوت ديفوار لسياسة الأمم المتحدة بشأن عدم التسامح مطلقا بشأن الاستغلال الجنسي، وتقديم تقرير عن تحقيق المعايير في العملية السياسية وإبلاغ المجلس بالنشر النهائي لقائمة الناخبين بحلول 22 أكتوبر / تشرين الأول 2010.